# Amblyopone trigonignatha
Amblyopone trigonignatha é uma espécie de formiga do gênero Amblyopone.